# جان غانون (لاعب هوكي الجليد)
جان غانون هو لاعب هوكي الجليد كندي، ولد في 25 نوفمبر 1956 في مدينة كيبك في كندا.

## وصلات خارجية
- جان غانون على موقع EliteProspects.com (الإنجليزية)